# Киновия

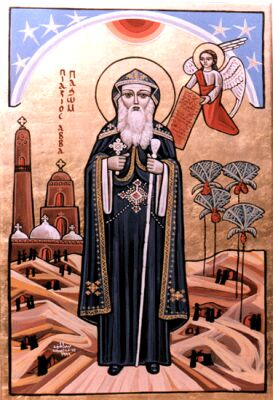
Коптская икона святого Пахомия, основателя первой киновии

Кино́ви́я, или Ценобий (др.-греч. κοινό-βιος, лат. coenobium — совместная жизнь, общежитие) — христианская монашеская коммуна, монастырь общежитского устава, одна из двух (наряду с отшельничеством) форм организации монашества на начальном историческом этапе.
Всё необходимое — еду, одежду, обувь и прочее — монахи киновии получают от монастыря. Труд монахов киновии безвозмезден, результаты труда полностью принадлежат монастырю. Все монахи киновии (вплоть до настоятеля) не имеют права собственности и личного имущества, а, следовательно, прав дарения, наследования и так далее. Настоятель киновии называется киновиа́рх (др.-греч. κοινοβιάρχης).
Первая киновия была основана Пахомием в Тавенисси, или Тавенне (лат. Tabenna, Tabennae, Tabennisi; Южный Египет) в 318 году. Первый русский монастырь общежитийного устава создал Феодосий Печерский.
Павел Флоренский видел в киновии воплощение коммунистического идеала, то есть «общежития как совместного жития в полной любви, единомыслии и экономическом единстве», который в Россию был привнесён Сергием Радонежским.